# Poodle Hat
Poodle Hat (Sombrero de caniche) es el undécimo álbum de estudio del músico y comediante estadounidense "Weird Al" Yankovic, lanzado en 2003 por Volcano Records.

## Canciones
1. "Couch Potato" (Teleadicto)
  - Parodia de "Lose Yourself" de Eminem. La canción habla sobre un hombre adicto a la televisión mencionando todos los programas que ve.
2. "Hardware Store" (Ferretería)
  - Comenzó como una parodia al estilo de "Life Is a Rock (But the Radio Rolled Me)" de Reunión. Habla sobre un hombre que se emociona demasiado cuando van a abrir una ferretería en su pueblo.
3. "Trash Day" (Día de la Basura)
  - Parodia de "Hot in Herre" de Nelly. Sobre una pareja cuyo departamento está hecho un asco el día antes de que pase el camión de la basura.
4. "Party at the Leper Colony" (Fiesta en la colonia de leprosos)
  - Echa en el estilo de "Not Fade Away", de Buddy Holly. Habla sobre lo que indica el título.
5. "Angry White Boy Polka" (Polka del Chico Blanco Enojado)
  - Intermedio de polka con versiones de:
    - "Last Resort" de Papa Roach
    - "Chop Suey!" de System of a Down
    - "Get Free" de The Vines
    - "Hate to Say I Told You So" de The Hives
    - "Fell in Love with a Girl" de The White Stripes
    - "Last Nite" de The Strokes
    - "Down with the Sickness" de Disturbed
    - "Renegades of Funk" de Rage Against the Machine, originalmente de Afrika Bambaataa
    - "My Way" de Limp Bizkit
    - "Outside" de Staind
    - "Bawitdaba" de Kid Rock
    - "Youth of the Nation" de P.O.D.
    - "The Real Slim Shady" de Eminem
    - "La polka de Poodle Hat" de "Weird Al" Yankovic
6. "Wanna B Ur Lovr" (Quiero cr' tu amant')
  - Parodia el estilo de "Peaches & Cream" de Beck. El cantante le dice a una mujer todas las cosas buenas que tiene (algunas muy exageradas).
7. "A Complicated Song" (Una canción complicada)
  - Parodia de "Complicated" de Avril Lavigne. Sobre constipación y decapitación.
8. "Why Does This Always Happen to Me?" (¿Por qué esto siempre me pasa a mí?)
  - Parodia a Ben Folds, quien también toca el piano en la canción. Habla sobre un hombre quien es afectado personalmente (a veces por poco) por tragedias masivas.
9. "Ode to a Superhero" (Oda a un superhéroe)
  - Parodia de "Piano Man" de Billy Joel. Narra la historia de la película Spider-Man, estrenada en 2002.
10. "Bob"
  - Parodia al estilo de "Subterranean Homesick Blues" de Bob Dylan. La canción está completamente compuesta por palíndromos.
11. "eBay"
  - Parodia de "I Want It That Way" de los Backstreet Boys. Habla sobre un hombre que compra muchas rarezas por la página web eBay.
12. "Genius in France" (Genio en Francia)
  - Homenaje a Frank Zappa. Habla sobre un hombre que es considerado un fracasado en su pueblo natal, pero es admirado por los franceses. El título puede ser una referencia a la canción "In France" de Zappa. Su hijo, Dweezil Zappa, tocó el solo de guitarra que comienza la canción.

## Extras delCD
El CD del álbum contiene contenido extra para ver en la computadora. El mismo es:
- Videos caseros de Yankovic
- Galería de fotos
- Remixes instrumentales y a capela de algunas canciones.

También, al insertar el disco, se ve una fotografía de Yankovic con su esposa Suzanne.

## Videos musicales
Estaba programado hacer un video musical para la canción "Couch Potato", pero Eminem se negó a que se filmara porque pensó que afectaría su imagen y carrera. Luego de ser cancelado, Yankovic filmó el videoclip de la canción "Bob" para su programa de televisión AL-TV. El mismo parodiaba al vídeo de "Subterranean Homesick Blues" de Bob Dylan, donde muestra carteles con cada línea de la canción (en este caso son todos palíndromos). El vídeo también fue lanzado en el DVD "Weird Al" Yankovic: The Ultimate Video Collection.
- Datos: Q127185